# راؤول فاليريو
راؤول فاليريو (بالإسبانية: Raúl Valerio)‏ (و. 1925 – 2017 م) هو ممثل تلفزي، وممثل مسرحي، وممثل أفلام مكسيكي، توفي عن عمر يناهز 92 عاماً.

## وصلات خارجية
- راؤول فاليريو على موقع IMDb (الإنجليزية)
- راؤول فاليريو على موقع قاعدة بيانات الفيلم (الإنجليزية)
- راؤول فاليريو في قاعدة بيانات الأفلام على الإنترنت